# Acantholimon cephalotoides
Acantholimon cephalotoides är en triftväxtart som beskrevs av Karl Heinz Rechinger. Acantholimon cephalotoides ingår i släktet Acantholimon och familjen triftväxter. Inga underarter finns listade i Catalogue of Life.